# Malda (district)
Malda is een district van de Indiase staat West-Bengalen. Het district telt 3.290.160 inwoners (2001) en heeft een oppervlakte van 3733 km². De hoofdstad is Ingraj Bazar (voorheen English Bazar), dat ook wel Malda City genoemd wordt.
Langs de westgrens van het district stroomt de Ganges. De regio staat bekend om de grootschalige productie van mango's.
Hoofdstad: Calcutta (Kolkata)
Districten:
Divisie Bardhaman: Birbhum · Hooghly · Paschim Bardhaman · Purba Bardhaman
Divisie Jalpaiguri: Alipurduar · Cooch Behar · Darjeeling · Jalpaiguri · Kalimpong
Divisie Malda: Dakshin Dinajpur · Malda · Murshidabad · Uttar Dinajpur
Divisie Medinipur: Bankura · Jhargram · Paschim Medinipur · Purba Medinipur · Purulia
Presidency divisie: Calcutta · Dakshin 24 Parganas · Haora · Nadia · Uttar 24 Parganas